# Лаванини, Томас
Томас Лаванини (исп. Tomás Lavanini, родился 22 января 1993) — аргентинский регбист, выступающий на позиции лока во французском клубе «Клермон Овернь»; в прошлом играл за французский клуб «Расинг 92», аргентинский «Хагуарес» и английский «Лестер Тайгерс». За свою карьеру в сборной Аргентины три раза получал красную карточку (в том числе один раз на чемпионате мира).

## Карьера

### Клубная
На клубном уровне Лаванини начинал карьеру в команде «Инду» в Насьональ де Клубес, выступая за неё в 2012—2014 годах. В 2014 году он заключил трёхлетний контракт с французским «Расинг 92» из Топ-14, но сыграл всего 10 матчей, прежде чем контракт был расторгнут. После возвращения в Аргентину Лаванини выступал за клуб «Хагуарес», начиная с сезона Супер Регби 2016: всего он отыграл четыре сезона, дойдя до финала розыгрыша Супер Регби 2019 и проиграв там «Крусейдерс».
6 мая 2019 года было объявлено о переходе Томаса Лаванини в английский «Лестер Тайгерс», который был намечен после чемпионата мира в Японии. Дебютную игру провёл 2 ноября 2019 года против «Глостера»: в 38 играх занёс две попытки
В конце января 2021 года было объявлено о переходе Лаванини в «Клермон Овернь» из чемпионата Франции.

### В сборной
В составе сборной Аргентины U-20 Лаванини выступал на юношеском чемпионате мира 2013 года. Первую игру провёл 27 апреля 2013 года против Уругвая в Монтевидео. Был вызван в расположение сборной Аргентины на Чемпионат регби 2013 в связи с травмой Мануэля Кариццы, дебютировал 24 августа 2013 года в матче против сборной ЮАР (поражение 17:22).
В 2015 году Даниэль Уркад включил Лаванини в заявку из 31 человека на чемпионат мира 2015 года в Англии. На турнире Томас сыграл шесть матчей: против Грузии, Тонги, Намибии, Ирландии, Австралии и ЮАР. В 2019 году Марио Ледесма аналогично включил Лаванини в заявку из 31 человека на чемпионат мира в Японии. Лаванини провёл три матча на турнире против Франции, Тонги и Англии, получив в последнем матче красную карточку и дисквалификацию ещё на 4 встречи.

## Стиль игры
Лаванини известен не только как крайне грубый игрок, но и как рекордсмен сборной Аргентины и мира по количеству красных карточек, которые когда-либо получал в матчах за сборные (три красные карточки). В 2017 году он получил свою первую красную карточку во втором тест-матче против сборной ЮАР в рамках Чемпионата регби после двух жёлтых карточек: первую он получил уже на 10-й минуте за стычку с пропом южноафриканцев Конни Остхёйзеном, а вторую — на 57-й минуте за умышленный срыв атаки.
В матче против Англии на групповом этапе чемпионата мира 2019 года в Японии за удар плечом в шею Оуэна Фарелла Лаванини был во второй раз в карьере за сборную удалён с поля, получив от Найджела Оуэнса прямую красную карточку, а его дисквалификация составила четыре матча. 21 ноября 2021 года Лаванини в матче против Ирландии за удар плечом в шею Киана Хили был удалён в третий раз в карьере за сборную, а позже получил пятинедельную дисквалификацию.

## Достижения
- Финалист Супер Регби: 2019[фр.]
- Финалист Европейского кубка вызова: 2020/2021[фр.]